# Copromyza roseri
Copromyza roseri är en tvåvingeart som först beskrevs av Camillo Rondani 1880.  Copromyza roseri ingår i släktet Copromyza och familjen hoppflugor. Inga underarter finns listade i Catalogue of Life.